# Pangio alternans
Pangio alternans är en fiskart som beskrevs av Maurice Kottelat och Lim, 1993. Pangio alternans ingår i släktet Pangio och familjen nissögefiskar. Inga underarter finns listade i Catalogue of Life.